# Moctar Sidi El Hacen
Moctar Sidi El Hacen El Ide (Arafat, Nuakchot, 31 de diciembre de 1997) es un futbolista mauritano. Juega como centrocampista Al-Mesaimeer SC de la Segunda División de Catar.

## Trayectoria
Nacido en Arafat, en las afueras de Nuakchot, El Hacen empezó en el ASAC Concorde local y estuvo a punto de fichar por el Valencia C. F. en agosto de 2014, tras impresionar en el Torneo internacional de fútbol sub-20 de la Alcudia, pero optó finalmente por fichar por el Levante U. D. Sin embargo, no pudo jugar ningún partido oficial hasta que cumplió 18 años.
Asignado al equipo juvenil del club, El Hacen debutó con el Levante U. D. "B" el 17 de enero de 2016, como suplente en la primera mitad, en una derrota a domicilio por 1-3 en la Segunda División B ante el C. D. Llosetense. Obtuvo ficha definitiva con el equipo B antes de la campaña 2016-17, y marcó su primer gol el 6 de noviembre para abrir una victoria por 2-0 en casa contra la U. E. Llagostera.
El Hacen debutó en el primer equipo del Levante el 28 de noviembre de 2017, con un empate 1-1 en casa contra el Girona F. C., en la Copa del Rey de dicha temporada. Tres días después, su debut en La Liga se produjo en sustitución de Samuel García en un empate a domicilio a 0-0 contra el Málaga C. F.
El 24 de julio de 2018, El Hacen firmó un acuerdo de dos años con otro equipo filial, el Real Valladolid B, también en Segunda División B. Debutó con el primer equipo blanquivioleta el 23 de abril de 2019, entrando como suplente en la victoria por 1-0 contra el Girona F. C.
El 31 de enero de 2020 el C. D. Lugo logró su cesión hasta el final de la temporada. Su rendimiento fue clave en la salvación del equipo gallego en Segunda División logrando 5 goles en 14 partidos disputados, lo que despertó el interés de multitud de clubes para contar con sus servicios en la temporada 2020-21.[cita requerida]
El 2 de octubre de 2020 se confirmó que la temporada 2020-21 la disputaría de nuevo cedido en el C. D. Lugo.
En junio de 2021, en un partido amistoso de su selección contra Argelia, sufrió en el minuto 66 la rotura completa del ligamento cruzado anterior derecho. El 6 de julio fue operado, estimándose su baja para seis meses.
El 30 de enero de 2022 se hizo oficial la rescisión de su contrato con el Real Valladolid C. F. cinco meses antes de que este expirara. En agosto regresó al C. D. Lugo para continuar con su proceso de recuperación, firmando antes de acabar el mes por un año.
El 24 de septiembre de 2023 fichó por el Al-Mesaimeer SC de la Segunda División de Catar.

## Selección nacional
El Hacen comenzó muy temprano su carrera a nivel de selecciones, habiendo jugado siete partidos con la selección absoluta de Mauritania antes de cumplir los 16 años; el primero de ellos fue el 2 de marzo de 2013, con un empate a 0-0 en un amistoso a domicilio contra Gambia.

## Estadísticas
Actualizado al último partido disputado el 7 de mayo de 2023.
| Atlético Levante U. D. · España | 2ªB   | 2015-16          | 18    | 1   | 0  | Inaccesibles | Inaccesibles | Inaccesibles | Inaccesibles | 1   | 0  | 0    |
| Atlético Levante U. D. · España | 2ªB   | 2016-17          | 19    | 31  | 2  | Inaccesibles | Inaccesibles | Inaccesibles | Inaccesibles | 31  | 2  | 0,06 |
| Atlético Levante U. D. · España | 3ª    | 2017-18          | 20    | 33  | 5  | Inaccesibles | Inaccesibles | Inaccesibles | Inaccesibles | 33  | 5  | 0,15 |
| Atlético Levante U. D. · España | Total | Total            | Total | 65  | 7  | —            | —            | —            | —            | 65  | 7  | 0,10 |
| Levante U. D. · España | 1ª    | 2017-18          | 20    | 2   | 0  | 1            | 0            | —            | —            | 3   | 0  | 0    |
| Levante U. D. · España | Total | Total            | Total | 2   | 0  | 1            | 0            | —            | —            | 3   | 0  | 0    |
| Real Valladolid C. F. Promesas · España | 2ªB   | 2018-19          | 21    | 22  | 1  | Inaccesibles | Inaccesibles | Inaccesibles | Inaccesibles | 22  | 1  | 0,04 |
| Real Valladolid C. F. Promesas · España | 2ªB   | 2019-20          | 22    | 9   | 0  | Inaccesibles | Inaccesibles | Inaccesibles | Inaccesibles | 9   | 0  | 0    |
| Real Valladolid C. F. Promesas · España | Total | Total            | Total | 31  | 1  | —            | —            | —            | —            | 31  | 1  | 0,03 |
| Real Valladolid C. F. · España | 1ª    | 2018-19          | 21    | 1   | 0  | 0            | 0            | —            | —            | 1   | 0  | 0    |
| Real Valladolid C. F. · España | 1ª    | 2019-20          | 22    | 0   | 0  | 2            | 0            | —            | —            | 2   | 0  | 0    |
| Real Valladolid C. F. · España | 1ª    | 2021-22          | 24    | 0   | 0  | 0            | 0            | —            | —            | 0   | 0  | 0    |
| Real Valladolid C. F. · España | Total | Total            | Total | 1   | 0  | 2            | 0            | —            | —            | 3   | 0  | 0    |
| C. D. Lugo · España | 2ª    | 2019-20 (cedido) | 22    | 14  | 5  | 0            | 0            | —            | —            | 14  | 5  | 0,35 |
| C. D. Lugo · España | 2ª    | 2020-21 (cedido) | 23    | 24  | 1  | 2            | 2            | —            | —            | 26  | 3  | 0,11 |
| C. D. Lugo · España | 2ª    | 2022-23          | 25    | 32  | 0  | 1            | 0            | —            | —            | 33  | 0  | 0    |
| C. D. Lugo · España | Total | Total            | Total | 70  | 6  | 3            | 2            | —            | —            | 73  | 8  | 0,10 |
| Total | Total | Total            | Total | 169 | 14 | 6            | 2            | 0            | 0            | 175 | 16 | 0,09 |
| (1) Copas nacionales se refiere a la Copa del Rey y la Supercopa de España. (2) Torneos internacionales se refiere a la Liga Europa (3) Media de goles por encuentro. No incluye goles en partidos amistosos. |       |                  |       |     |    |              |              |              |              |     |    |      |